# Frank Watkins
Frank Watkins (19. veljače 1968. – 18. listopada 2015.) bio je američki heavy metal-glazbenik, najpoznatiji kao basist američkog death metal-sastava Obituary, u kojem je svirao od 1989. do 2010. Od 2007. do smrti bio je basist norveškog black metal-sastava Gorgoroth u kojem se služio pseudonimom Bøddel (Norveški: "Krvnik").
Preminuo je 18. listopada 2015. od raka.

## Diskografija
Obituary (1989. – 1997., 2003. – 2010.)
- Cause of Death (1990.)
- The End Complete (1992.)
- Don't Care (1994.) (EP)
- World Demise (1994.)
- Back from the Dead (1997.)
- Dead (1998.) (koncertni album)
- Anthology (2001.) (kompilacija)
- Frozen in Time (2005.)
- Frozen Alive (2006.) (videoalbum)
- Xecutioner's Return (2007.)
- The Best of Obituary (2008.) (kompilacija)
- Left to Die (2008.) (EP)
- Darkest Day (2009.)

Gorgoroth (2007. – 2015.)
- Quantos Possunt ad Satanitatem Trahunt (2009.)
- Instinctus Bestialis (2015.)